# Джорджия Бульдогс (баскетбол)
Джорджия Бульдогc (англ. Georgia Bulldogs) — баскетбольная команда, представляющая университет Джорджии в первом баскетбольном мужском дивизионе NCAA. Располагается в Атенс (штат Джорджия). Команда была основана в 1891 году, с 1932 года выступает в Юго-Восточной конференции, а домашние матчи проводит в «Стэйджем-колизеум». Несмотря на то, что баскетбольная команда находится в тени футбольной, он добилась небольшого успеха, попав в Финал Четырёх в 1983 году. Среди игроков «Бульдогс» было много будущих игроков НБА, включая члена Зала славы баскетбола Доминика Уилкинса.
В настоящее время главным тренером команды является Том Крин, которые уже во втором сезоне пребывания на этом посту помог команде завершить сезон с результатом 21-11, включая 9-7 внутри конференции, и привёл «Бульдогс» к участию в турнире NCAA впервые с 2002 года.

## История
Джорджия была одним из университетов-основателей Южной межуниверситетской спортивной ассоциации (SIAA) — первой университетской спортивной конференции в США. Университет был членом этой конференции с момента её основания в 1895 году до 1921 года. В 1921 году «Бульдогс» вместе с ещё 12 командами вышли из SIAA и сформировали Южную конференцию. В 1932 году Джорджия Бульдог покинули Южную конференцию и перешли в Юго-Восточную конференцию.
3 апреля 2009 года новым главным тренером команды стал бывший тренер Невады Марк Фокс. За девять сезонов под его руководство «Бульдогс» одержали 163 победы и потерпели 133 поражения и дважды выходили в турнир NCAA — в 2011 и 2015 годах. 10 марта 2018 года после того, как команда не смогла квалифицироваться в постсезонный турнир Фокс был уволен с занимаемой должности.
15 марта 2018 года главным тренером «Бульдогс» стал Том Крин, который до этого тренировал команды Маркетта и Индианы.

## Конференции
- 1891—1895, Независимый
- 1896—1920, Южная межуниверситетская спортивная ассоциация
- 1921—1932, Южная конференция
- 1933—н. в., Юго-Восточная конференция

## Текущий состав
| \| Поз. \| № \| Гражд. \| Имя \| Дата рождения (возраст) \| Рост \| Вес \| Звание \| \| ---- \| -- \| ------ \| ----------------- \| ------------------------- \| ------ \| ------ \| ------ \| \| АЗ \| 0 \| \| Уилл Джексон \| 26 марта 1997 (28 лет) \| 193 см \| 84 кг \| \| \| ТФ \| 1 \| \| Янте Мэйтен \| 14 августа 1996 (28 лет) \| 203 см \| 109 кг \| \| \| АЗ \| 2 \| \| Джордан Харрис \| 9 октября 1997 (27 лет) \| 193 см \| 86 кг \| \| \| З \| 3 \| \| Джуван Паркер \| 7 сентября 1994 (30 лет) \| 193 см \| 93 кг \| \| \| АЗ \| 4 \| \| Тайри Крамп \| 12 сентября 1997 (27 лет) \| 185 см \| 83 кг \| \| \| ЛФ \| 5 \| \| Пап Дьятта \| 27 июля 1994 (30 лет) \| 201 см \| 100 кг \| \| \| РЗ \| 10 \| \| Тешон Хайтауэр \| \| 193 см \| 82 кг \| \| \| Ф \| 11 \| \| Кристиан Харрисон \| 6 марта 1996 (29 лет) \| 193 см \| 91 кг \| \| \| ЛФ \| 13 \| \| И’Торрион Уилридж \| 12 октября 1996 (28 лет) \| 198 см \| 100 кг \| \| \| ЛФ \| 20 \| \| Рейшон Хэммондс \| 10 ноября 1998 (26 лет) \| 203 см \| 103 кг \| \| \| Ф \| 24 \| \| Коннор О’Нил \| 5 сентября 1995 (29 лет) \| 198 см \| 100 кг \| \| \| ТФ \| 30 \| \| Айзек Канте \| \| 201 см \| 107 кг \| \| \| Ц \| 32 \| \| Майк Эдвардс \| 20 мая 1997 (28 лет) \| 206 см \| 102 кг \| \| \| Ц \| 33 \| \| Николас Клэкстон \| 17 апреля 1999 (26 лет) \| 211 см \| 98 кг \| \| \| Ц \| 34 \| \| Дерек Огбейде \| 28 марта 1997 (28 лет) \| 203 см \| 111 кг \| \| | Главный тренер - Марк Фокс Ассистенты тренера - Дэвид Картер - Филип Пирсон - Йонас Хейз Легенда - (К) — Капитан команды Последнее изменение: |                                       |                   |                           |        |        |        |
| Поз. | № | Гражд.                                | Имя               | Дата рождения (возраст)   | Рост   | Вес    | Звание |
| АЗ | 0 | Флаг США                              | Уилл Джексон      | 26 марта 1997 (28 лет)    | 193 см | 84 кг  |        |
| ТФ | 1 | Флаг США                              | Янте Мэйтен       | 14 августа 1996 (28 лет)  | 203 см | 109 кг |        |
| АЗ | 2 | Флаг США                              | Джордан Харрис    | 9 октября 1997 (27 лет)   | 193 см | 86 кг  |        |
| З | 3 | Флаг США                              | Джуван Паркер     | 7 сентября 1994 (30 лет)  | 193 см | 93 кг  |        |
| АЗ | 4 | Флаг США                              | Тайри Крамп       | 12 сентября 1997 (27 лет) | 185 см | 83 кг  |        |
| ЛФ | 5 | Флаг Сенегала                         | Пап Дьятта        | 27 июля 1994 (30 лет)     | 201 см | 100 кг |        |
| РЗ | 10 | Флаг США                              | Тешон Хайтауэр    |                           | 193 см | 82 кг  |        |
| Ф | 11 | Флаг США                              | Кристиан Харрисон | 6 марта 1996 (29 лет)     | 193 см | 91 кг  |        |
| ЛФ | 13 | Флаг США                              | И’Торрион Уилридж | 12 октября 1996 (28 лет)  | 198 см | 100 кг |        |
| ЛФ | 20 | Флаг США                              | Рейшон Хэммондс   | 10 ноября 1998 (26 лет)   | 203 см | 103 кг |        |
| Ф | 24 | Флаг США                              | Коннор О’Нил      | 5 сентября 1995 (29 лет)  | 198 см | 100 кг |        |
| ТФ | 30 | Флаг США                              | Айзек Канте       |                           | 201 см | 107 кг |        |
| Ц | 32 | Флаг США                              | Майк Эдвардс      | 20 мая 1997 (28 лет)      | 206 см | 102 кг |        |
| Ц | 33 | Флаг Американских Виргинских островов | Николас Клэкстон  | 17 апреля 1999 (26 лет)   | 211 см | 98 кг  |        |
| Ц | 34 | Флаг Нигерии                          | Дерек Огбейде     | 28 марта 1997 (28 лет)    | 203 см | 111 кг |        |

## Достижения
- Полуфиналист NCAA: 1983
- Четвертьфиналист NCAA: 1983
- 1/8 NCAA: 1983, 1996
- Участие в NCAA: 1983, 1985*, 1987, 1990, 1991, 1996, 1997, 2001, 2002*, 2008, 2011, 2015
* (Результат сезона отменён NCAA)
- Победители турнира конференции: 1983, 2008
- Победители регулярного чемпионата конференции: 1990